# Flaga Wiktorii
Flaga Wiktorii – przedstawia Krzyż Południa oraz koronę św. Edwarda. W latach 1870–1877 był tylko sam Krzyż. W roku 1877 dodano Koronę Tudorów by podkreślić związki stanu z królową Wiktorią. W obecnej formie, uchwalona 1952 roku. Jest jedyną flagą stanową Australii, której emblematu nie umieszczono na okręgu, tylko bezpośrednio na płacie. Proporcje 1:2.